# Emmanuel Borluut
Emmanuel Joseph Louis Borluut (Gent, 3 januari 1768 - Vinderhoute, 27 juni 1840), ook genaamd Borluut-Van der Bruggen, was een Belgisch senator.

## Levensloop
De familie Borluut behoorde tot de Zuid-Nederlandse adel sinds midden zeventiende eeuw.
Jonkheer Emmanuel Borluut was de zoon van Alphonse Borluut, heer van Hooghstraete, hoogpointer van de Kasselrij Kortrijk, en van Marie van Pottelsberghe (de la Potterie). Bij zijn geboorte werd hij opgenomen als Ridder in de Orde van Malta. Zijn broer, Gaspard-Joseph Borluut d'Hoogstraete (1763-1837) was de stamvader van de tak Borluut d'Hooghstraete. 
Hij trouwde in 1793 in Gent met Marie-Amélie van der Bruggen. Ze kregen twee zoons en twee dochters. Hun zoon Frans Gisleen Borluut (1799-1883) werd burgemeester van Hansbeke. 
In de Franse Tijd was Emmanuel gemeenteraadslid van Gent (1808-1816). Hij werd daarna korte tijd burgemeester van Vinderhoute (1816-1818). In 1822 werd hij in de adel erkend en in 1829 en benoemd in de Ridderschap van de provincie Oost-Vlaanderen.
In 1832 werd hij katholiek senator, eerst voor het arrondissement Eeklo (1832-1835), vervolgens voor het arrondissement Gent (1835-1840) en vervulde dit mandaat tot aan zijn dood.
De familie Borluut en Borluut d'Hooghstraete is in 1902 in de mannelijke lijn uitgestorven, terwijl in 1946 Lucie Borluut, achterkleindochter van Emmanuel, als laatste naamdrager overleed.